# Rubanostreptus seychellarum
Rubanostreptus seychellarum är en mångfotingart som först beskrevs av Desjardins 1835.  Rubanostreptus seychellarum ingår i släktet Rubanostreptus och familjen Spirostreptidae. Inga underarter finns listade i Catalogue of Life.